# Campeonato Europeu Feminino de Hóquei em Patins Sub-17 de 2013
O Campeonato Europeu Feminino de Hóquei em Patins Sub-17 de 2013 foi a 1ª edição (não-oficial) do Campeonato Europeu Feminino de Hóquei em Patins Sub-17, organizado em 2013 pelo clube alemão SC Moskitos Wuppertal, depois de a edição oficial ter sido cancelada pelo CERH devido ao número insuficiente de participantes. Participaram as selecção da Suiça, França e duas selecções da Alemanha (1 com 5 elementos, maioritariamente do SC Moskitos, e outra equipa com 6 elementos).

## 1ª Fase - Poule
|            | França | 1 | Suíça | 2   |
| ---------- | ------ | - | ----- | --- |
| França     |        |   | 7-0   |     |
| Alemanha 1 |        |   | 2-1   |     |
| Suíça      |        |   |       | 2-1 |
| Alemanha 2 |        |   |       |     |

## Fase final
|  | Meias Finais   | Meias Finais   |   |                | Final          | Final |  |
|  |                |                |   |                |                |       |  |
|  | 3-Nov-13 10:00 |                |   |                |                |       |  |
|  | França         | V              |   |                |                |       |  |
|  | Alemanha 2     | D              |   |                |                |       |  |
|  |                |                |   |                |                |       |  |
|  |                |                |   |                | 3-Nov-13 13:30 |       |  |
|  |                |                |   |                | França         | 4     |  |
|  |                | Alemanha 1     | 3 |                |                |       |  |
|  |                |                |   |                |                |       |  |
|  |                |                |   |                |                |       |  |
|  |                |                |   |                | 3º lugar       |       |  |
|  | 3-Nov-13 11:10 | 3-Nov-13 11:10 |   | 3-Nov-13 12:20 | 3-Nov-13 12:20 |       |  |
|  | Suíça          | 2              |   | Suíça          | 1              |       |  |
|  | Alemanha 1     | 4              |   |                | Alemanha 2     | 3     |  |

## Classificação Final
| Pos | País       |
| --- | ---------- |
|     | França     |
|     | Alemanha 1 |
|     | Alemanha 2 |
| 4   | Suíça      |

| Campeãs Europeias 2013 |
| ---------------------- |
| FRANÇA 1º              |